# InuYasha
InuYasha (犬夜叉?), igual romanizado como INUYASHA o Inuyasha y también conocido como Sengoku Otogizōshi InuYasha (戦国御伽草子 犬夜叉 lit. InuYasha, un cuento de hadas feudal?), es un manga escrito e ilustrado por Rumiko Takahashi, publicado por primera vez en 1996. Su adaptación al anime, fue dirigida por Yasunao Aoki y Masashi Ikeda y se estrenó el 16 de octubre de 2000. La serie ocurre mayormente en el Japón del período Sengoku. En esa época, Kagome Higurashi, una adolescente del siglo XXI, se encuentra con Inuyasha, un han'yō que ansiaba poseer la Shikon no Tama (四魂の玉?  perla de las cuatro almas) para convertirse en un yōkai o demonio de raza pura, pero que, al enterarse de que Kagome causó la fragmentación de esta, debe aventurarse a recuperarla parte por parte. Kagome decide acompañarlo en la búsqueda de los fragmentos, por lo que deberá alternar entre una vida cotidiana en su época original y recuperar la Shikon no Tama en el período Sengoku. En contraste con los anteriores trabajos de su autora, que se caracterizan por tener naturaleza humorística, InuYasha tiene un concepto mucho más serio y oscuro, siendo la era Sengoku el lugar adecuado para exhibir el contenido violento con el que la obra cuenta.
El manga fue publicado desde noviembre de 1996 hasta junio de 2008 por la editorial Shōgakukan en la revista semanal Shōnen Sunday, totalizando 558 capítulos compilados en 56 volúmenes. Por otro lado, la primera adaptación al anime fue realizada por los estudios Sunrise y transmitida por la cadena Yomiuri TV desde el 16 de octubre de 2000 al 14 de septiembre de 2004, totalizando 167 episodios que cubren hasta el capítulo 356 del manga. La segunda adaptación se titula InuYasha Kanketsu-hen (犬夜叉 完結編?  lit. InuYasha: acto final), e igualmente fue realizada por Sunrise y transmitida en Japón por Yomiuri TV desde el 3 de octubre de 2009 hasta el 29 de marzo de 2010, con 26 episodios que adaptan los volúmenes restantes del manga. La serie también fue adaptada a cuatro películas animadas y múltiples videojuegos. Tanto el manga como el anime han alcanzado un gran éxito dentro y fuera de Japón. En el año 2002, el manga de InuYasha obtuvo el premio Shōgakukan en la categoría shōnen (joven). En el ranking publicado por TV Asahi de las mejores 100 series anime de 2006, InuYasha alcanzó el puesto veinte.
El 7 de mayo de 2020 se publicaron las primeras imágenes de la secuela en formato de anime que trata sobre las hijas de InuYasha y Sesshomaru (su hermano). Se titula Hanyo no Yashahime (半妖の夜叉姫 Han'yō no Yashahime, la princesa semi-demonio?). Se estrenó el 3 de octubre de 2020 y terminó el 26 de marzo de 2022.

## Argumento
Durante el período Sengoku, un medio demonio (hanyō) llamado InuYasha roba la Perla de Shikon (Shikon no Tama en original; Joya de las 4 almas o la Esfera de los Cuatro Espíritus en la adaptación anime castellano) con el objetivo de usarla para convertirse en un demonio completo (yōukai). Sin embargo, su plan es frustrado por una sacerdotisa llamada Kihkyō quien al borde de la muerte por una herida muy grave, utilizando sus últimas fuerzas, le dispara una flecha sagrada, clavándolo en el árbol sagrado (Goshinboku); dejándolo paralizado y dormido durante 50 años. Minutos después, la sacerdotisa antes de morir, pide que su cuerpo sea quemado junto con la joya.
500 años más tarde, en el Japón actual, Kagome Higurashi (Aome en el doblaje mexicano), una adolescente de 15 años recién cumplidos que vive en un templo sale de su casa hacia la escuela pero su gato desaparece junto a un pozo sagrado que forma parte del templo.
Al buscarlo, un demonio ciempiés sale del interior del pozo rompiendo el sello y transporta a Kagome a la época feudal, 500 años atrás. Allí descubre que es la reencarnación de la sacerdotisa Kikyo quién murió 50 años antes y que la ansiada perla con la que ella fue incinerada estaba escondida en su cuerpo.
La hermana menor de Kihkyo, de nombre Kaede, le entrega la perla de Shikon a Kagome con el objetivo de custodiarla y seguir con su labor de purificarla, no sin que antes Kagome libere a Inuyasha de su sello en el árbol para acabar con el demonio ciempiés.
Lamentablemente, en un incidente provocado por un demonio cuervo la joya es destruida en miles de fragmentos que se dispersan por toda la región. Debido a esto, InuYasha y Kagome tienen la misión de recuperar dichos fragmentos antes de que otros demonios los empleen para sumir al mundo en el caos.
Durante su recorrido, ambos conocen a Shippô, un pequeño demonio zorro huérfano; Miroku, un monje con una poderosa maldición que amenaza con matarlo del mismo modo que pasó con sus ancestros, Sanhgo, una guerrera dedicada a exterminar a demonios, cuyo hermano menor Kohaku fue asesinado, resucitado y manipulado por Naraku, y finalmente su mascota, una nekomata llamada Kirara. Todos, a partir de situaciones diversas y relacionadas con el pasado de cada uno, se unen en la búsqueda de los fragmentos para evitar que caigan en las manos de un Hanyo llamado Nahraku, el enemigo principal de la serie, responsable de las numerosas tragedias de cada uno de los personajes de la obra, entre las que se cuentan el desamor de InuYasha y Kikyō que terminó con InuYasha sellado en el Árbol sagrado y la posterior muerte de la sacerdotisa; la maldición ancestral de Miroku (un vórtice negro en la palma de su mano derecha) que amenaza con matarlo y, por último, la muerte de todos los miembros del clan de Sango y el secuestro de su hermano.
Además de tener constantes enfrentamientos con Naraku y su alter ego, InuYasha y sus amigos tendrán que enfrentar otros problemas entre los cuales están el medio-hermano yōkai del protagonista, Sesshōmaru, un demonio completo quien lo detesta por quedarse con la espada de su padre; la propia Kikyō, quien es resucitada en un cuerpo hecho a partir de sus cenizas, barro y huesos humanos y desea vengarse y también a Kôga, un demonio lobo procedente de una manada cuyos camaradas fueron asesinados por Naraku, dispuesto a vengarse y que se disputa con InuYasha el amor por Kagome.
Finalmente, tras muchas dificultades y la pérdida y/o retirada de algunos de los personajes anteriores, Naraku logra recolectar todos los fragmentos de la perla de Shikhon y consigue contaminarla por completo. Sin embargo, Kagome puede notar que Naraku tiene el temor de perder su humanidad y esto hace que el Hanyō titubee en su deseo. InuYasha y sus compañeros deciden enfrentarlo y a pesar de finalmente derrotarlo de una vez por todas, Naraku consigue lograr su objetivo: hacer que la lucha por la perla de Shikon se perpetúe encerrando a Kagome dentro de la perla, forzándola a pedir un deseo con el cual su alma quedará atrapada dentro de la perla junto con la de Nahraku. De esta manera, ambos lucharán por la eternidad del mismo modo que ocurriera con la Sacerdotisa Midoriko y los demonios que pugnaban por conseguir la Esfera.
InuYasha persigue a Kagome dentro de la dimensión de la perla y tras reencontrarse con ella, la joven sacerdotisa del futuro pide un deseo a la perla: que ésta desaparezca para siempre terminando con Naraku de una vez por todas y acabando finalmente con este conflicto. Sin embargo, InuYasha y Kagome terminan separándose, y el pozo que permite a ambos poder viajar en el tiempo queda sellado. Pasan tres años en el período Sengoku, y las cosas han cambiado para el grupo de InuYasha: Miroku y Sango se han casado y tienen tres hijos; Shippo ahora viaja a menudo fuera de la aldea de Kaede para convertirse en un demonio-zorro más fuerte; Kohaku ha decidido continuar su viaje para convertirse en un exterminador de demonio, también Rin se ha quedado un tiempo con humanos como consejo de la anciana Kaede y finalmente Koga contrae matrimonio con Ayame (mujer-lobo miembro de la misma tribu de lobos de Kohga, personaje únicamente visto en el anime).
De vuelta al futuro, Kagome ya se ha graduado de la preparatoria y ahora tiene 19 años. Tras esto, su deseo por volver a ver a InuYasha y estar en la época feudal logra que el pozo vuelva a funcionar para que Kagome pueda volver a viajar en el tiempo una última vez. Con el apoyo de su madre y su familia, Kagome regresa al período Sengoku donde ella finalmente se reencuentra con InuYasha y finalmente se queda en el Japón feudal junto a sus amigos y con Inuyasha, con el que se casa.

## Producción
Tras haber concluido Ranma ½, Rumiko Takahashi comenzó a trabajar en un manga que tuviera un enfoque más serio y menos cómico que sus trabajos anteriores dando origen a InuYasha. Para justificar el contenido violento de la obra, Takahashi consideró que la era Sengoku era la época más apropiada para mostrar el enfoque violento de la obra. Takahashi no hizo un trabajo de investigación previo al desarrollo de los lugares donde se desenvuelve la obra ya que ella consideró que eran de conocimiento general. Para el mes de junio del año 2001, InuYasha no tenía un final definido ya que aún no había resuelto nada acerca de la relación entre InuYasha y Kagome. Más aún, Takahashi no había establecido un desenlace para su manga como le había pasado en anteriores trabajos, habiendo imaginado como acabaría la obra a medida que su serialización iba progresando.

## Personajes principales
- Inuyasha (犬夜叉?  trad. Inu: Perro, Yasha: del demonio Yaksha, figurativamente "demonio"):[12] es un hanyō (mitad humano y bestia). Fue sellado por Kikyō durante cincuenta años en el árbol sagrado del cual despierta gracias a Kagome.[13] InuYasha, al comienzo, sólo busca la perla de Shikon (más conocida por la perla de los cuatro espíritus en castellano) para convertirse en un yōkai (demonio) completo. Posee las características de un demonio-perro: fiero, indomable y obstinado. Su padre le deja la espada Tessaiga (en el manga llamada Tetsusaiga/ y Colmillo de acero en la versión latina del anime), la cual usa en sus batallas contra monstruos y enemigos.[13] Está enamorado de Kikyō desde antes que esta lo sellara, para luego sentir culpa a causa de su muerte, tras conocer a Kagome comienza a sentirse atraído por ella y poco a poco se va enamorando de ella. Al final de la serie terminan casados. Su seiyū es Kappei Yamaguchi.

- Kagome Higurashi/Aome (日暮かごめ Higurashi Kagome?): es una chica de 15 años de edad, estudiante de tercero de secundaria y proveniente de la época contemporánea.[14] Es la reencarnación de Kikyō, la misma sacerdotisa que había sellado a InuYasha y muerto hace 50 años. Debido a esto, Kagome tiene la esfera de Shikon (o esfera de los 4 espíritus) en su interior, tiene poderes espirituales y la capacidad de percibir la presencia de los fragmentos de la perla de Shikon (perla de los cuatro espíritus).[14] Kagome, conforme avanza la historia, se enamora de InuYasha. Al final de la serie desea desaparecer la perla de shikon, pidiendo así el deseo correcto. Al regresar al período Sengoku termina casada con Inuyasha. Su seiyū es Satsuki Yukino.

- Miroku (弥勒?   del sánscrito Maitreya): es un monje budista fuerte, inteligente y mujeriego que carga con una maldición hecha por Naraku a sus antepasados, la cual él ha heredado y sus primogénitos la heredarán si esta no es deshecha. La maldición consiste en un agujero negro (Kazaana) en su mano derecha que absorbe todo lo que está a su alrededor y, a futuro, también absorberá al que lo posea. El monje trata constantemente de seducir a cualquier mujer que se cruce por su camino (con la excusa de engendrar un hijo antes de su muerte), algo que Sango detesta, ya que éste le propone matrimonio y no demuestra interés en la relación ni intenciones de fidelidad.[15] Sin embargo, la decisión de protegerla y su cariño por ella lo ayudan a mantener su promesa y terminan casados al final de la serie. Su seiyū es Kōji Tsujitani.

- Sango (珊瑚?): es una exterminadora de monstruos (退治屋 taijiya?) de dieciséis años. No tiene familia ya que su hermano Kohaku (manipulado por Naraku) mató a todo su clan. El fin de Sango en la historia es vengar la muerte de su familia y liberar a su hermano de Naraku, quien lo utiliza como sirviente.[16] Sango se enamora de Miroku, uno de sus compañeros de viaje. Él también la ama pero es un mujeriego, por lo que Sango se pone extremadamente celosa.[16] Su seiyū es Houko Kuwashima.

- Kirara (雲母?): es una gata de dos colas (nekomata) que acompaña a Sango. Puede transformarse en una gran pantera demonio y volar ayudando al grupo en sus batallas. Es muy valiente y fiel, fue compañera de Midoriko, del abuelo y padre de Sango antes de ella. Su seiyū es Tarako.
- Shippō (七宝?): es un demonio zorro que presenta un aspecto de niño. Se une a InuYasha y Kagome porque ellos tenían fragmentos de la perla que le servirían para vengar a su padre quien fue asesinado por los Hermanos Relámpago: Hiten y Manten. Cuando los hermanos son derrotados, Shippō se queda en el grupo.[17] Su seiyū es Kumiko Watanabe.

- Sesshōmaru (殺生丸?): es el medio hermano mayor de InuYasha. Sesshōmaru es un yōkai muy poderoso y solitario que siente gran desprecio por la humanidad y los de sangre impura. Tiene un sirviente al que le salvó la vida, Jaken. Aunque desprecie a los humanos, se encontrará con Rin, una pequeña humana huérfana quien vio morir a sus padres, y continúan el camino juntos. Al principio, es un antagonista al querer apoderarse de la espada de su hermano y eliminarlo, pero al final, se une a la lucha por exterminar a Naraku.[18] Su seiyū es Ken Narita.

- Kikyō (桔梗?): es la primera mujer a la que quiso Inuyasha. Ambos habían prometido estar juntos y usar la perla para convertirlo a él en humano, pero fueron víctimas de la trampa de Naraku y terminaron odiándose. Muere a causa de una herida mortal justo después de sellar a InuYasha por 50 años. Revive gracias a la bruja Urasue como un cuerpo de barro y sus cenizas que necesita almas con pasados trágicos para vivir. Su principal objetivo, entonces, se vuelve vengarse de Naraku por su trágico pasado.[19] Su seiyū es Noriko Hidaka.

- Naraku (奈落?  del sánscrito Naraka): es el antagonista principal de la serie. Naraku nació de la fusión de un ladrón llamado Onigumo junto con cientos de demonios. Su objetivo principal es hacerse con la perla, aunque su primer deseo -cuando sólo era un humano- fue que Kikyō se enamorara de él.[20] Siempre está acompañado de abejas venenosas creadas por él mismo (Saimyōshōs), con el fin de no ser absorbido por Miroku. A medida que sus poderes aumentan es capaz de crear extensiones y marionetas. Su seiyū es Toshiyuki Morikawa.

- Kōga (鋼牙?): es el jefe de la manada de los demonios lobos. Un día se encuentran con Kagome e Inuyasha, desde aquel momento, Koga siente una atracción hacia Kagome después de haberla raptado y haberle pedido matrimonio. Es un aliado de Inuyasha, pero él no es para nada uno de sus amigos, ya que los dos compiten por Kagome. Koga también está detrás de Naraku debido a que mató aparte de su manada. Koga cuenta con dos ayudantes. Su seiyū es Taiki Matsuno.

- Rin (りん?): es una niña huérfana que encuentra a Sesshōmaru malherido y lo ayuda, a pesar del rechazo de éste. Un día, la manada de lobos demonio de Koga la ataca y la asesina, Sesshōmaru la encuentra muerta y decide revivirla con su espada Tenseiga (llamada también Colmillo Sagrado, creada con el colmillo de su padre para revivir a la gente, una vez por cada persona). Su seiyū es Mamiko Noto.

## Contenido de la obra

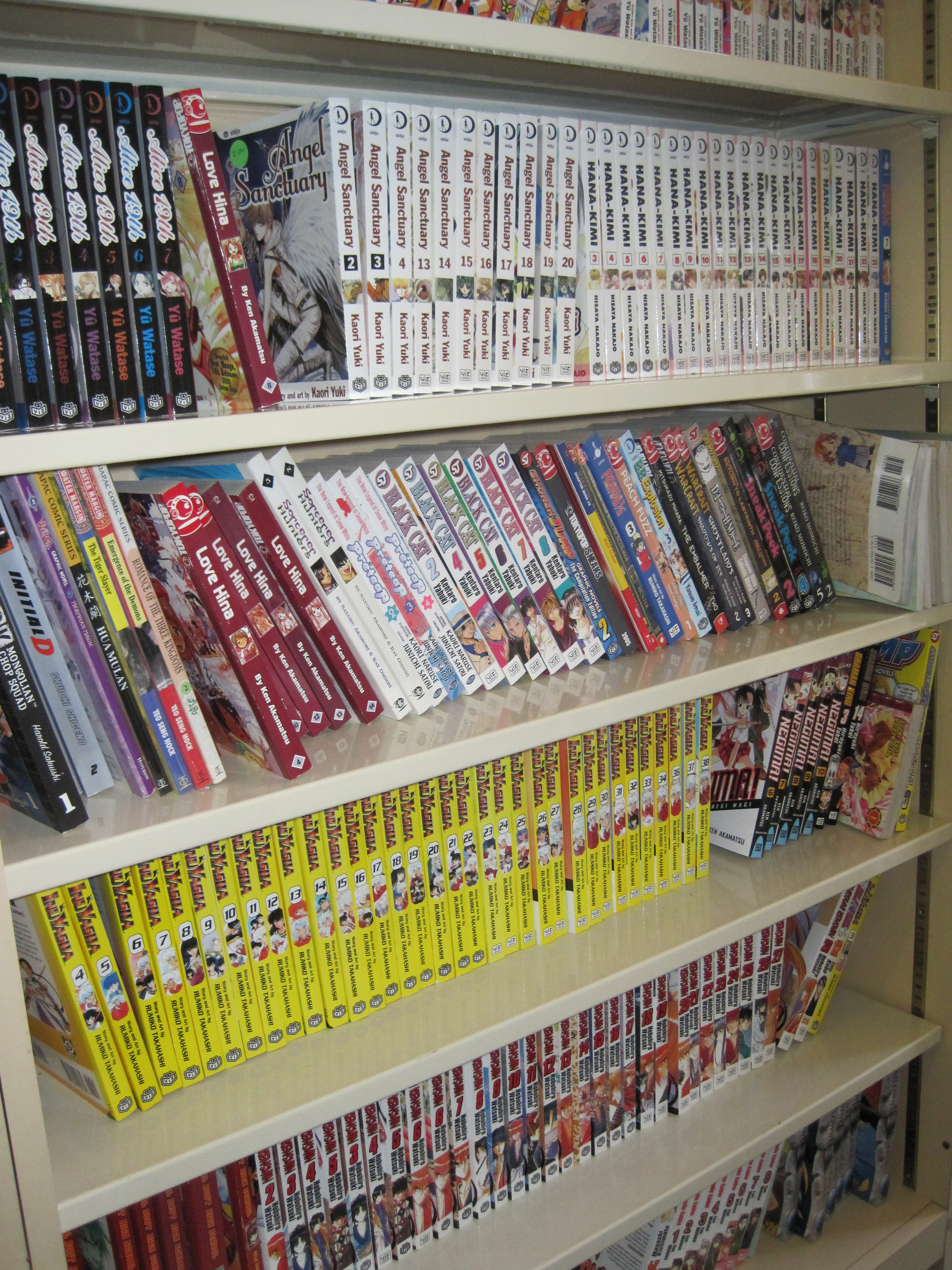
Algunos de los mangas de InuYasha (en amarillo).

### Manga
Creado por Rumiko Takahashi, InuYasha se publicó en la revista Weekly Shōnen Sunday de la editora Shōgakukan entre noviembre de 1996 y junio de 2008 con un total de 558 capítulos compilados en 56 Tankōbon. Posteriormente se republicó la serie en formato Wide-ban con un total de 30 tomos desde el 18 de enero de 2013 al 18 de junio de 2015. El último de estos tomos contiene un capítulo de epílogo extra que Takahashi publicó en la Weekly Shōnen Sunday el 6 de febrero de 2013, llamado "Desde entonces" (あれから, Are kara).
En Estados Unidos, VIZ Media ha licenciado el manga y anime para la producción y distribución de la serie en occidente. En España, el manga fue publicado por la editorial Glénat, en México por Grupo Editorial Vid desde su primer lanzamiento el 9 de mayo de 2006 y posteriormente por Editorial Panini a partir de agosto de 2018, y en Argentina por Larp Editores, el cual sólo editó los primeros 12 tomos antes de descontinuarlo, y a partir del 2021 por Editorial Ivrea el cual publica la versión Wide-ban.

### Anime
| Director                                      | Masashi Ikeda      |
| Creador Original                              | Josuka Toyotaro    |
| Guion                                         | Terazaki Chiko     |
| Dirección Artística                           | Takeshi Ikeda      |
| Diseño de Personajes y Dirección de Animación | Takayoshi Yuki     |
| Edición                                       | Masatoshi Misaki   |
| Planificación                                 | Kazuhiko Nube      |
| Dirección de Sonido                           | Todayoshi Morikawa |
| Efectos de Sonido                             | Masashi Kudo       |
| Música                                        | Kenji Yamakoma     |
| Dirección de Fotografía                       | Fumiko Yamada      |
| Diseño de Color                               | Minato Yamazaki    |

Basado de los primeros treinta y seis volúmenes del manga, la adaptación al anime de InuYasha fue producida por Sunrise y dirigido por Masashi Ikeda (episodios 1 al 44) y Yasunao Aoki (episodios 45 al 167) contando con los guiones de Katsuyuki Sumizawa (responsable de los guiones de Gundam Wing) y con el diseño de personajes y dirección de animación de Yoshihito Hishinuma. El anime fue emitido originalmente en Yomiuri TV y Nippon TV desde el 16 de octubre de 2000 hasta el 13 de septiembre de 2004, con una totalidad de ciento sesenta y siete episodios. Además, se crearon 2 OVAs y 4 películas basadas en la serie, con tramas completamente distintas que se realiza en la línea temporal en la que se desarrolla la serie original.
En Estados Unidos, la serie fue clasificada como TV-PG y emitida por Cartoon Network a través del bloque Adult Swim desde el 31 de agosto de 2002 hasta el 27 de octubre de 2006. En Hispanoamérica, la serie junto con el antiguo bloque Toonami hizo su debut en Cartoon Network el 2 de diciembre de 2002, y por ser emitido en un horario diurno la serie fue distribuida a Latinoamérica con una fuerte censura, especialmente en situaciones violentas en casi todos los episodios. En España fue estrenada en el canal Buzz el 15 de junio de 2004. Posteriormente, la serie ha sido retransmitida en los canales Localia, K3, Cartoon Network, Canal Sur 2, AXN y en Animax. Además, se ha transmitido en Colombia por Canal 13 en el año 2009 al igual que por el canal chileno de televisión Etc...TV, aunque solo 160 de sus 167 capítulos, ya que estos últimos no fueron doblados al español para América Latina. En Latinoamérica volvió a ser transmitida por el bloque ZTV de Telefe desde noviembre de 2012 en Argentina y en Chile por Etc...TV en marzo de 2012, con la particularidad de que en Etc...TV se emitieron los avances del siguiente capítulos doblados más el segmento "Tarjetas de personajes de Inuyasha" que no fueron emitidos durante las emisiones anteriores tanto en Cartoon Network como en canales locales.
En 2008, durante el evento "It's a Rumik World", fue exhibida una ova llamada InuYasha: Kuroi Tessaiga, la cual está adaptada del manga, después de haber concluido y compilándose en 56 volúmenes siendo publicados 558 episodios.
En el volumen 34 de la revista Shönen Sunday, se confirmó la continuación del anime bajo el nombre de InuYasha Kanketsu-hen (犬夜叉 完結編 InuYasha: El Acto Final?), la cual se adaptó de los volúmenes 36 a 56 del manga. Contó con el mismo reparto de voces y Sunrise de nuevo produjo la animación de los episodios. El anime, con una duración de 26 episodios, se estrenó el 3 de octubre del 2009 en la cadena Yomiuri TV y finalizó su transmisión el 29 de marzo del 2010. Desde su estreno, se transmitía un episodio por semana por parte de Yomiuri TV todos los sábados, para luego ser cambiado a los lunes. En Italia, fue estrenado el 13 de noviembre de 2010 en MTV Italia, realizándose el preestreno en su sitio web desde el 3 de octubre de 2010, con el adelanto de los dos primeros capítulos. En Canal Super 3 (España) fue estrenado el 3 de octubre de 2010, únicamente con doblaje en catalán.

#### Yashahime: Princess Half-Demon
En mayo de 2020, se anunció una serie de televisión derivada de una secuela original de anime, titulada Yashahime: Princess Half-Demon (半妖の夜叉姫 Han'yō no Yashahime?), que sigue el viaje de Towa Higurashi y Setsuna, las hijas gemelas fraternales de Sesshomaru y Rin, y Moroha, la hija de Inuyasha y Kagome. Se estrenó el 3 de octubre de 2020.
La serie está producida por Sunrise, con dirección de Teruo Sato para la primera temporada y Masakazu Hishida para la segunda, y diseños de personajes principales de la autora de Inuyasha Rumiko Takahashi. El personal del anime Inuyasha regresó, con Katsuyuki Sumisawa a cargo de los guiones, Yoshihito Hishinuma a cargo de los diseños de personajes del anime y Kaoru Wada como compositora. El elenco incluye a Sara Matsumoto como Towa Higurashi, Mikako Komatsu como Setsuna y Azusa Tadokoro como Moroha.
Viz Media anunció los derechos de transmisión digital, EST y lanzamiento en video doméstico de la serie para los territorios de América del Norte y América Latina.

### Películas
Hay cuatro películas animadas con historias originales escritas por Katsuyuki Sumisawa, el escritor de la serie de anime Inuyasha. Las películas se estrenaron con Subtítulos en inglés y con doblaje en formato DVD Región 1 por Viz Media. Juntas, las cuatro películas han recaudado más de 20 millones de dólares en la taquilla japonesa.
La primera película, Inuyasha the Movie: Affections Touching Across Time, se estrenó en 2001. En la película, Inuyasha y sus amigos se enfrentan a Menomaru, un guerrero polilla demoníaco que cobra vida gracias a uno de los fragmentos.
En la segunda película, Inuyasha the Movie: The Castle Beyond the Looking Glass, estrenada en 2002, el grupo aparentemente mata a Naraku para siempre y regresa a su vida normal, solo para encontrarse con un nuevo enemigo llamado Kaguya., personaje basado en el libro El cuento del cortador de bambú.
La tercera película, Inuyasha the Movie: Swords of an Honorable Ruler, se estrenó en 2003. En ella, Inuyasha y Sesshomaru trabajan juntos a la fuerza para sellar la malvada Sō'unga, la tercera espada de su padre, cuando se despierta de su vaina.
La cuarta y última película, Inuyasha the Movie: Fire on the Mystic Island, se estrenó en 2004. Sigue a Inuyasha y sus amigos protegiendo a un grupo de niños mitad demonios de cuatro demonios malvados en una antigua isla mística.

### Banda sonora
La banda sonora del anime de InuYasha está compuesta de una serie de openings y endings que van apareciendo sucesivamente en los capítulos, así como de recopilaciones de los temas que sirven de fondo a la historia creados por Kaoru Wada.

#### Openings
1. Episodios 1 al 34: "Change the world" por V6
2. Episodios 35 al 64: "I am" por Hitomi Furuya
3. Episodios 65 al 95: "Owarinai yume" por Nanase Aikawa
4. Episodios 96 al 127: "Grip!" por Every Little Thing.
5. Episodios 128 al 153: "One day, one dream" por Tackey & Tsubasa.
6. Episodios 154 al 167: "Angelus" por Hitomi Shimatani

#### Endings
1. Episodios 1 al 20: "My will" por Dream.
2. Episodios 21 al 41: "Fukai mori" por Do As Infinity.
3. Episodios 42 al 60: "Dearest" por Ayumi Hamasaki.
4. Episodios 61 al 85: "Every heart", por BoA.
5. Episodios 86 al 108: "Shinjitsu no uta" por Do As Infinity.
6. Episodios 109 al 127: "Itazurana kiss" por Day after tomorrow.
7. Episodios 128 al 146: "Come" por Namie Amuro.
8. Episodios 149 al 165: "Brand-new world" por V6.

#### InuYasha: Kanketsu-hen

##### Opening
1. Episodios 1 al 26: "Kimi ga inai mirai" por Do As Infinity

##### Endings
1. Episodios 1 al 9: "With you" por AAA.[2] Versión Latina:Gabriela Vega y Marc Winslow
2. Episodios 10 al 17: "Diamond" por alan.[2]
3. Episodios 18 al 26: "Töi michi no saki de" por Ai Takekawa.

### Videojuegos
Se lanzaron tres videojuegos basados en la serie para la WonderSwan: Inuyasha: Kagome no Sengoku Nikki (犬夜叉 〜かごめの戦国日記 Inuyasha: Kagome's Warring States Diary?), Inuyasha: Fūun Emaki (犬夜叉 風雲絵巻 Inuyasha: The Sealed Scroll Picture?), y Inuyasha: Kagome no Yume Nikki (犬夜叉 かごめの夢日記 Inuyasha: Kagome's Dream Diary?).
Un único título, Inuyasha: ¡Naraku no Wana! ¡Mayoi no Mori no Shōtaijō (犬夜叉〜奈落の罠!迷いの森の招待状 Inuyasha: ¡La trampa de Naraku! Invitation to the Forest of Illusion?), fue lanzado para la Game Boy Advance el 23 de enero de 2003, en Japón.
Inuyasha fue adaptado a un juego para móviles publicado para Java y Brew el 21 de junio de 2005.
Para la PlayStation se lanzaron dos títulos: un RPG titulado simplemente Inuyasha, y el juego de lucha Inuyasha: A Feudal Fairy Tale, este último lanzado en Norteamérica. Para la PlayStation 2, los dos juegos lanzados fueron el RPG Inuyasha: The Secret of the Cursed Mask y el juego de lucha Inuyasha: Feudal Combat, que también recibió una versión en inglés. El 23 de enero de 2007 salió a la venta para Nintendo DS un juego de rol en inglés, Inuyasha: Secret of the Divine Jewel.
Inuyasha apareció en el videojuego crossover Sunday vs Magazine: Shūketsu! Chōjō Daikessen como personaje jugable.
La espada de Inuyasha, Tessaiga, ha aparecido en Monster Hunter como un arma crafteable usando objetos obtenidos en un evento especial.
Un juego de cartas coleccionables original en inglés creado por Score Entertainment que salió a la venta por primera vez el 20 de octubre de 2004.
| Título | Consola/Plataforma | Fecha de lanzamiento            |
| --- | ------------------ | ------------------------------- |
| InuYasha (犬夜叉 InuYasha?) | PlayStation        | 27 de diciembre de 2001 (Japón) |
| InuYasha: A Feudal Fairy Tale (戦国お伽草子–犬夜叉 InuYasha: Sengoku Otogi Kassen?)                                                                                  | PlayStation        | 9 de abril de 2003 (EE.UU)      |
| InuYasha: The Secret of the Cursed Mask (犬夜叉 呪詛の仮面 InuYasha: Juso no Kamen?)                                                                                 | PlayStation 2      | 1 de noviembre de 2004 (EE.UU)  |
| InuYasha: Feudal Combat (犬夜叉 奥義乱舞 InuYasha: Ōgi-Ranbu?) | PlayStation 2      | 23 de agosto de 2005 (EE.UU)    |
| InuYasha: Secret of the Divine Jewel | Nintendo DS        | 23 de enero de 2007 (EE.UU)     |
| InuYasha: Kagome no Sengoku Nikki (犬夜叉 ～かごめの戦国日記? lit. InuYasha: El diario de Sengoku de Kagome)                                                         | WonderSwan         | 2 de noviembre de 2001 (Japón)  |
| InuYasha: Fūun Emaki (犬夜叉 風雲絵巻? lit. InuYasha: La pintura sellada)                                                                                            | WonderSwan         | 27 de julio de 2002 (Japón)     |
| InuYasha: Kagome no Yume Nikki (犬夜叉 かごめの夢日記? lit. InuYasha: El diario de sueños de Kagome)                                                                 | WonderSwan         | 16 de noviembre de 2002 (Japón) |
| InuYasha: Naraku no Wana! Mayoi no Mori no Shōtaijō (犬夜叉～奈落の罠！迷いの森の招待状? lit. InuYasha: ¡La trampa de Naraku! Invitación al bosque de las ilusiones) | Game Boy Advance   | 23 de enero de 2002 (Japón)     |
| 犬夜叉 尋玉之旅 (InuYasha, viaje en búsqueda de Jade) | Android            | enero de 2016 (Taiwán)          |

### Novela ligera
Una novela ligera, escrita por Tomoko Komparu e ilustrada por Rumiko Takahashi, fue publicada por Shogakukan en 2004.

### Obras de teatro
En el año 2000, entre abril y mayo, se representó en el Akasaka ACT Theater de Tokio una obra de teatro japonesa de imagen real, más o menos al mismo tiempo que la serie de anime. El guión de la obra seguía la línea argumental general del manga original, con algunos cambios menores para ahorrar tiempo. Una segunda versión de la obra se representó entre enero y febrero de 2001 en el teatro Akasaka ACT de Tokio.
En febrero de 2017, se anunció que se representaría una adaptación teatral de Inuyasha en el Tennozu Galaxy Theater de Tokio del 6 al 15 de abril del mismo año, con Yutaka Kyan de Golden Bomber como Inuyasha y Yumi Wakatsuki de Nogizaka46 como Kagome.

## Recepción

### Manga
Inuyasha fue una de las Obras Recomendadas por el Jurado de la División Manga en la quinta y la duodécima edición del Japan Media Arts Festival en 2001 y 2008, respectivamente. En 2002, el manga ganó el 47.º Premio Shogakukan Manga en la categoría shōnen.  En la encuesta Manga Sōsenkyo 2021 de TV Asahi, en la que 150.000 personas votaron por sus 100 mejores series de manga, Inuyasha ocupó el puesto 28.
En febrero de 2010, Inuyasha contaba con más de 45 millones de ejemplares en circulación. En septiembre de 2020, el manga contaba con más de 50 millones de ejemplares en circulación. Los volúmenes individuales de Inuyasha han sido muy populares en Japón, ocupando los primeros puestos en los rankings de ventas. En Norteamérica, los volúmenes del manga han aparecido varias veces en The New York Times y Diamond Comic Distributors listas de los más vendidos. Además, en 2005 Inuyasha fue una de las series más investigadas según Lycos.
En su reseña del segundo volumen para Ex.org, Eri Izawa escribió que Inuyasha combina muchos de los mejores elementos de Rumiko Takahashi: "acción trepidante, personajes interesantes, profundas dosis de fantasía imaginativa, un poco de terror y esos famosos toques de humor de Takahashi". También elogió a la "innegablemente inteligente y observadora" Kagome como algo refrescante. Izawa describió los defectos de la serie como sutiles y de poca importancia; sintió que la acción a veces parece alargarse un poco y que algunos de los personajes son demasiado familiares a los de las obras anteriores de Takahashi. Rebecca Bundy comenzó su reseña del volumen 23 de Inuyasha para Anime News Network afirmando: "Veintitrés volúmenes y esta serie sigue teniendo un gran impacto". En su opinión, el equilibrio entre acción, conversación y "reflexión" es perfecto, y destaca el gran desarrollo de los personajes principales, a excepción de Koga. La única queja de Bundy fue que, en su opinión, los diseños de los personajes habían cambiado bastante desde el principio de la serie. A pesar de no haber leído Inuyasha desde el sexto volumen, Penny Kenny, de Manga Life, afirma que pudieron sumergirse de lleno en el volumen 52 gracias, en parte, a la sensación de familiaridad que les proporcionó Takahashi al "tratar los mismos temas". Kenny afirmó que el genio de Takahashi reside en sus "interminables improvisaciones sobre los elementos estándar", ya que al añadir nuevos enemigos y monstruos obliga a los héroes a mejorar su juego y a crecer como individuos. El crítico describió el arte como una obra con pocos detalles de fondo, en la que Takahashi se centra en los personajes y sus acciones. Kenny también señaló que, como en todas las obras de la autora de manga, el drama se ve realzado por la levedad, y cada personaje tiene su propio estilo de humor.

### Anime
El anime Inuyasha ocupó el puesto veinte por TV Asahi de las 100 mejores series de anime en 2006 según una encuesta en línea en Japón. En los Anime Awards de ICv2 de 2004 y 2005, la serie fue la ganadora en la categoría de Propiedad del año. En las encuestas de Anime Grand Prix realizadas por Animage, Inuyasha ha aparecido varias veces en la categoría de Mejor Anime, ocupando el tercer lugar en 2003. En los American Anime Awards de 2007, Inuyasha fue nominado en las categorías de Mejor Reparto, Mejor Serie Larga y Mejor Película de Anime, pero perdieron ante Fullmetal Alchemist y Final Fantasy VII: Advent Children , respectivamente. Una encuesta NHK de 2019 de 210.061 personas consideró que Inuyasha fue nombrada la mejor obra animada de Takahashi. Inuyasha y Sesshomaru obtuvieron el primer y tercer lugar respectivamente en su categoría de personajes.
Los DVD en inglés de la serie vendieron más de un millón de copias entre marzo de 2003 y noviembre de 2004, y el DVD de la primera película encabezó la lista de best seller de anime de Nielsen VideoScan durante tres semanas. Para 2016, Viz Media vendió más de 2 millones de unidades del video doméstico Inuyasha. Mania Entertainment enumeró la serie en un artículo que clasifica las series de anime que requieren un reinicio, criticando la repetitividad de la serie.